# Noddy Holder
Neville John " Noddy " Holder MBE (nascido em 15 de junho de 1946) é um músico, compositor e ator inglês. Ele foi o vocalista e guitarrista base da banda inglesa Slade, uma das bandas de glam rock de maior sucesso do Reino Unido na década de 1970. Conhecido por sua voz única e poderosa, Holder co-escreveu a maior parte do material de Slade com o baixista Jim Lea, incluindo "Mama Weer All Crazee Now", "Cum On Feel the Noize" e "Merry Xmas Everybody". Depois de deixar o Slade em 1992, ele diversificou suas áreas de atuação para o trabalho na televisão e no rádio, principalmente estrelando a série dramática de comédia da ITV, The Grimleys (1999–2001).
Em 1966, o baterista Don Powell convenceu Holder a se juntar ao The N' Betweens, um grupo que já incluía o guitarrista Dave Hill e o baixista/tecladista /violinista/compositor Jim Lea. Juntos, eles formaram a banda Ambrose Slade, que eventualmente se tornaria o Slade, uma das bandas de rock mais vendidas da Grã-Bretanha. Lea e Holder acabaram se tornando a parceria de composição mais bem-sucedida do grupo, compondo quase todas as músicas da banda. A banda registrou 21 singles de sucesso e lançou 15 álbuns com sua formação original.
Slade é particularmente lembrado por "Merry Xmas Everybody", escrita por Holder e Lea. Holder gravou o single com Slade em 1973, e a música se tornou o sexto número um da banda e o terceiro single de Slade a ir direto para o número um no UK Singles Chart. "Merry Xmas Everybody" viu 1,32 milhões de cópias sendo vendidas somente no Reino Unido. 
Após 26 anos com Slade, Holder saiu em 1992, para seguir uma carreira longe da música, com passagens regulares como apresentador de rádio, personalidade da televisão, ator e dublador.

## Vida pessoal
Holder se casou com a estilista Leandra Russell em 1976. Eles tiveram duas filhas e se divorciaram em 1984. Em 2004, Holder casou-se com a produtora de televisão Suzan Price, com quem tem um filho, Django (em homenagem a Django Reinhardt). Hoje, Holder mora em Prestbury, Cheshire.

## Discografia
- Discografia do Slade